# 7142 Spinoza
7142 Spinoza (1994 PC19) là một tiểu hành tinh vành đai chính được phát hiện ngày 12 tháng 8 năm 1994 bởi E. W. Elst ở La Silla.